# 厄林根
厄林根（德語：Öhringen，發音：[ˈøːʁɪŋən] ⓘ）是德国巴登-符腾堡州斯图加特行政区霍恩洛厄县的城市，面积67.79平方千米，人口为人。